# برونو دی باروس
برونو دی باروس (پرتغالی: Bruno de Barros؛ زادهٔ ۷ ژانویهٔ ۱۹۸۷) دونده دو سرعت اهل برزیل است.
وی در مسابقات کشوری و بین‌المللی در مجموع برندهٔ ۱ مدال طلا، ۱ مدال نقره، ۱ مدال برنز شده‌است.